# Sunday Adebayo
Sunday Adebayo (* 12. September 1973 in Benin City) ist ein ehemaliger nigerianischer Basketballspieler.

## Leben
Im Sommer 1991 nahm Adebayo mit der Auswahl Nigerias an der Junioren-Weltmeisterschaft teil. Von 1993 bis 1995 war der 1,98 Meter messende Flügelspieler Mitglied der Hochschulmannschaft des Three Rivers Community College im US-Bundesstaat Connecticut. Nach einer guten Saison 1994/95 (19 Punkte, 10,3 Rebounds/Spiel) wechselte er an die University of Arkansas in die erste NCAA-Division. Er war bester Rebounder der Mannschaft in der Saison 1995/96, ehe er im Laufe des Spieljahres von der NCAA gesperrt wurde, weil der Hochschulsportverband einen Regelverstoß festgestellt hatte, der im Zuge Adebayos Wechsel vom Three Rivers Community College an die University of Arkansas begangen worden war. Adebayo spielte 1996/97 an der University of Memphis und 1997/98 wieder an der University of Arkansas.
Im November 1998 wurde der Nigerianer von der australischen Mannschaft Perth Wildcats unter Vertrag genommen. 1999 weilte er in den Vereinigten Staaten bei den Atlantic City Seagulls in der United States Basketball League (USBL).
Im November und Dezember 2000 bestritt der Flügelspieler vier Einsätze für den deutschen Bundesligisten TSK Bamberg und erzielte 15,8 Punkte im Schnitt.
2002/03 spielte er erneut bei den Perth Wildcats in Australien.